# Odnoga (Poręba Wielka)
Odnoga – część wsi Poręba Wielka w Polsce, położony w województwie małopolskim, w powiecie oświęcimskim, w gminie Oświęcim. 
Przez przysiółek przebiega ul. Odnoga, która stanowi bezpośrednie połączenie drogowe między Zaborzem, a Monowicami. W okolicy przysiółka znajduje się kompleks stawów hodowlanych, chronionych w ramach Obszaru Natura 2000 – Dolina Dolnej Soły. 
W latach 1975–1998 przysiółek administracyjnie należał do województwa bielskiego.